# Deux paysages
Deux paysages (en persan : دو منظره) est un roman de Ghazaleh Alizadeh, femme de lettres iranienne. Le roman a été écrit en février 1979, et publié en 1984.

## Résumé
Dans une narration linéaire, la vie d’un jeune homme subalterne, Mehdi, est relatée dès son enfance dans une petite municipalité, Ghouchan, élevé dans une famille traditionnelle, sous l’autorité d’un père patriarche. Rendu à Machhad, pour étudier à l’université, Mehdi mène une vie morne. L’histoire récente iranienne est subjacente dans l’intrigue. Le coup d’État de 1953 contre Mossadegh est décrit ainsi : « l’air sombre de cet après-midi automnal était saturé d’une senteur de la  poudre à canon ; toute la ville secouait d’une vibration silencieuse et rougeâtre, semblable aux derniers spasmes d’un oiseau mourant ». 
L’amour vient changer la tournure de sa vie : la ville qui était si sombre, devient soudain très colorée aux yeux de Mehdi ; il se marie avec Talieh, la fille de ses rêves. La veille des noces, Talieh lui raconte l’histoire de son amour pour un jeune homme fervent et plein de courage, Bahman, qui la laisse un jour soudainement pour s’en aller à l’étranger où il a, à l’heure qu’il est, une vie prospère, quelque part en Europe. 
Mehdi, qui a été toujours en prise avec son manque d’estime de soi, essaie de se refaire une nouvelle identité à l’ombre de la présence de Bahman. Ce dernier devient un appui valeureux dans leur vie de couple. À l’aide de leur imagination, ils prolongent le bref souvenir que Talieh a pu retenir de son idylle amoureuse avec Bahman. Dans tout, ils prennent en considération le goût de Bahman. La rêverie est un moyen efficace pour s’enfuir de la monotonie de la vie d’un employé dans une ville morne. Avec la naissance de Maryam, leur petite fille, Talieh revient plus au moins vers la vie réelle. Mais son mari reste dépendant de ce rêve, celui de cet homme disparu, Bahman.  
Un soir, Mehdi tombe par hasard sur le nouvel employé de son bureau, M. Tavassoli. Ce dernier lui fait des confidences, en faisant part de ses mésaventures amoureuses de jeunesse avec une jeune fille. Mehdi reconnaît le vieil amour de sa femme, Bahman, dans la personne de Monsieur Tavassoli. Étrangement cet homme misérable et subalterne n’est autre que leur précieux Bahman chevaleresque. Monsieur Tavassoli avoue qu’il a laissé tomber la jeune fille par lâcheté et manque de volonté. Tout d’un coup, le grand rêve de Mehdi s’écroule. 
La Révolution change tout. Le vieil employé qui a vécu toute sa vie dans le vide, se voit sous un nouvel angle et dit qu’« une grande partie de sa vie est perdu en silence et isolement dans la crainte, et l’impuissance. Mais maintenant dans les marges des atmosphères il respire avec prospérité … ses craintes, ses espoirs, ses attachements s’éloignent, comme s’ils étaient ceux de quelqu’un d’autre ». 
Tous ses anciens attachements, son amour pour Talieh, le courage de Bahman et tant d’autres, semblent n’être point attirants en comparaison avec son état d’âme actuel. D’un air décidé et confiant et avec une certaine fierté, il participe à des manifestations à côté des étudiants et marche en avant. Pour la première fois de sa vie, il retrouve en lui ce qu’il cherchait depuis toujours. Sa vie subalterne se change. Revenant soudainement à lui, il découvre à quel point la Révolution a transformé sa vie par magie des extases mystiques.